# Бурачиха (Архангельська область)
Бурачиха (рос. Бурачиха) — залізнична станція в Няндомському районі Архангельської області Російської Федерації.
Населення становить 521 особу. Входить до складу муніципального утворення Няндомський муніципальний округ.

## Історія
До 2022 року входило до складу муніципального утворення Няндомське поселення.

## Населення
| 2002 | 2010 | 2012 |
| ---- | ---- | ---- |
| 626  | ↘403 | ↗521 |